# Hoheneck (Gefängnis)

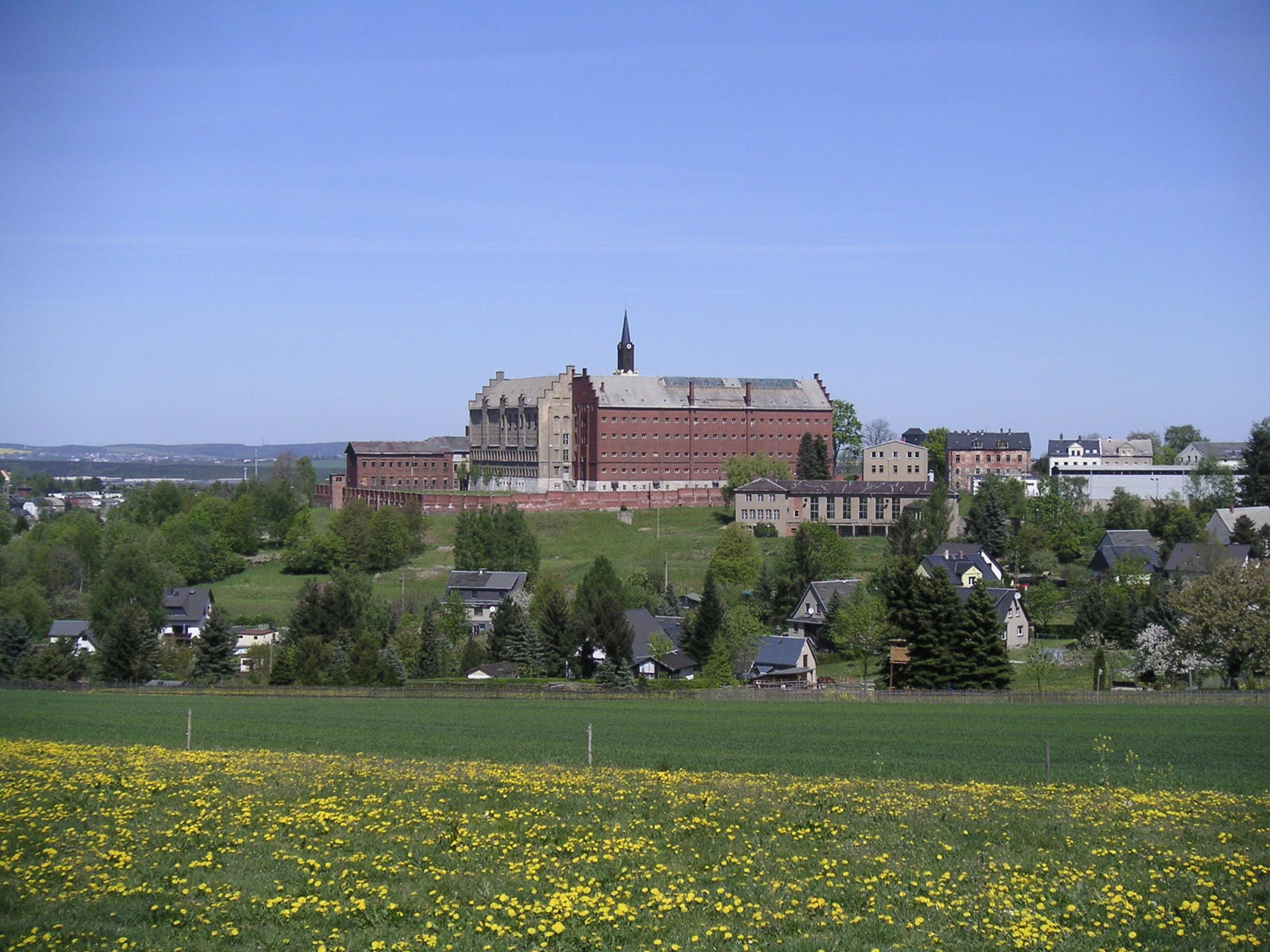
Ehemaliges Frauengefängnis Hoheneck

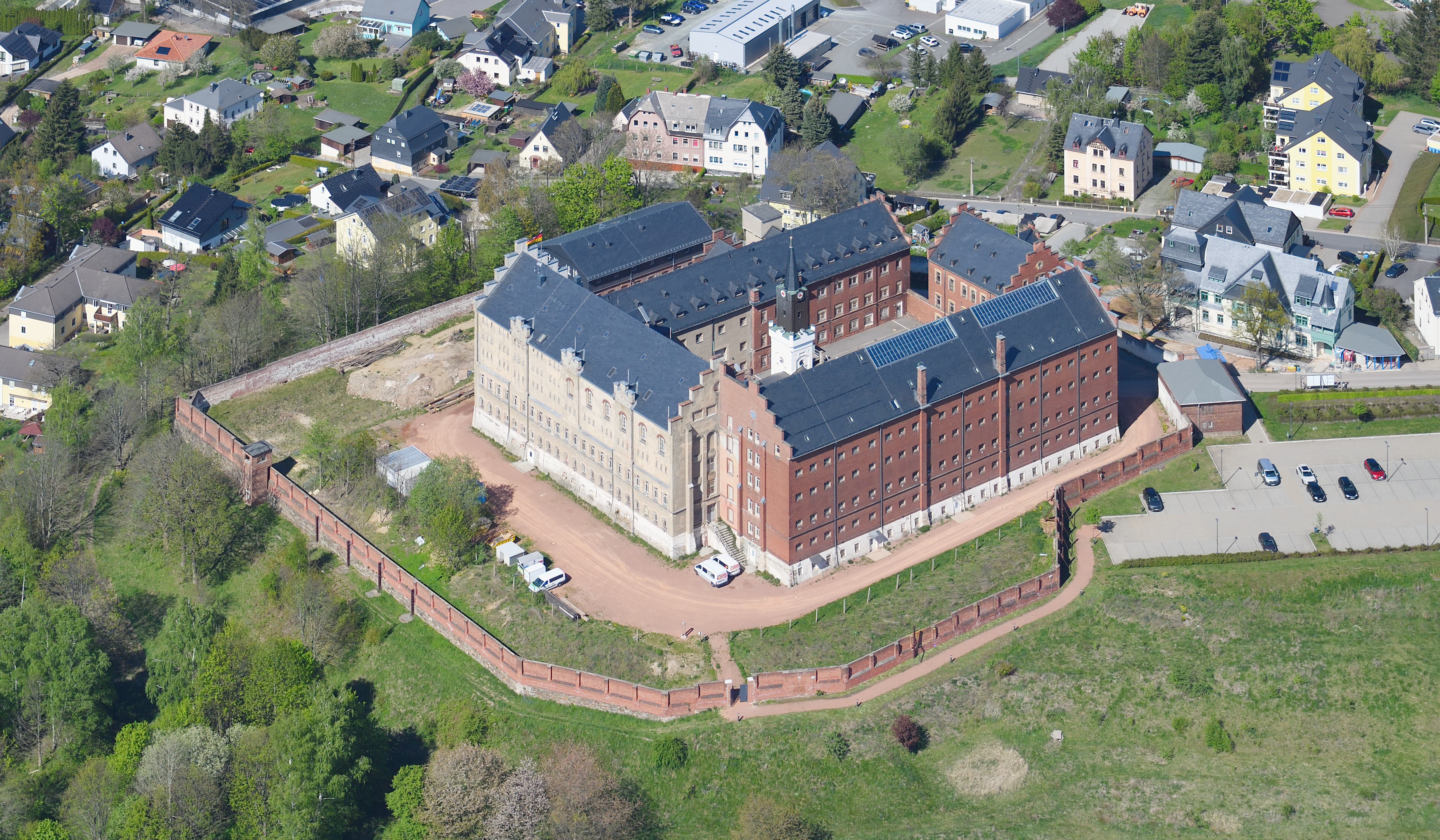
Luftbild aus südlicher Richtung

Das Frauengefängnis Hoheneck – zu DDR-Zeiten: Strafvollzugseinrichtung (StVE) Stollberg (Hoheneck); nach 1864 Königlich Sächsische Landesanstalt zu Hoheneck – war von 1862 bis 2001 ein Gefängnis auf Schloss Hoheneck in Stollberg im sächsischen Erzgebirgskreis.
Der Name „Hoheneckerinnen“ wurde zum Synonym für die aus politischen Gründen inhaftierten Frauen in der DDR. Etwa 24.000 Frauen waren in Hoheneck inhaftiert, etwa 8.000 davon waren politische Häftlinge. Es gab Zellen für Isolationshaft und Dunkelhaft. Seit 2024 ist das ehemalige Gefängnis eine Gedenkstätte.

## Vorgeschichte
Das Gebäude steht auf den Grundmauern eines Jagdschlosses aus dem 16. Jahrhundert, das wiederum auf den Ruinen einer mittelalterlichen Grenzfeste errichtet wurde, der „Staleburg“, die dem Ort Stollberg den Namen gab. Im 17. Jahrhundert wurde das Schloss als Untersuchungsgefängnis genutzt, zu dessen Zweck ein neuer Bergfried (der heutige Uhrenturm) im Hohen Eck errichtet wurde, wovon sich der neue Name des Schlosses und der späteren Siedlung Hoheneck ableitete.

## Geschichte

### Bis 1945
1862 wurde die Haftanstalt erstmals als Sächsisches Weiberzuchthaus erwähnt, später wurde sie vorübergehend eine Haftanstalt für Männer und während des Ersten Weltkrieges ein Reservelazarett.
Nach der NS-Machtübernahme waren im Gefängnis 1933 kurzzeitig Männer in politischer Schutzhaft. Danach wurde es weiterhin als Zuchthaus für justiziell verurteilte „Verbrecher“, darunter auch antifaschistische Widerstandskämpfer, genutzt.

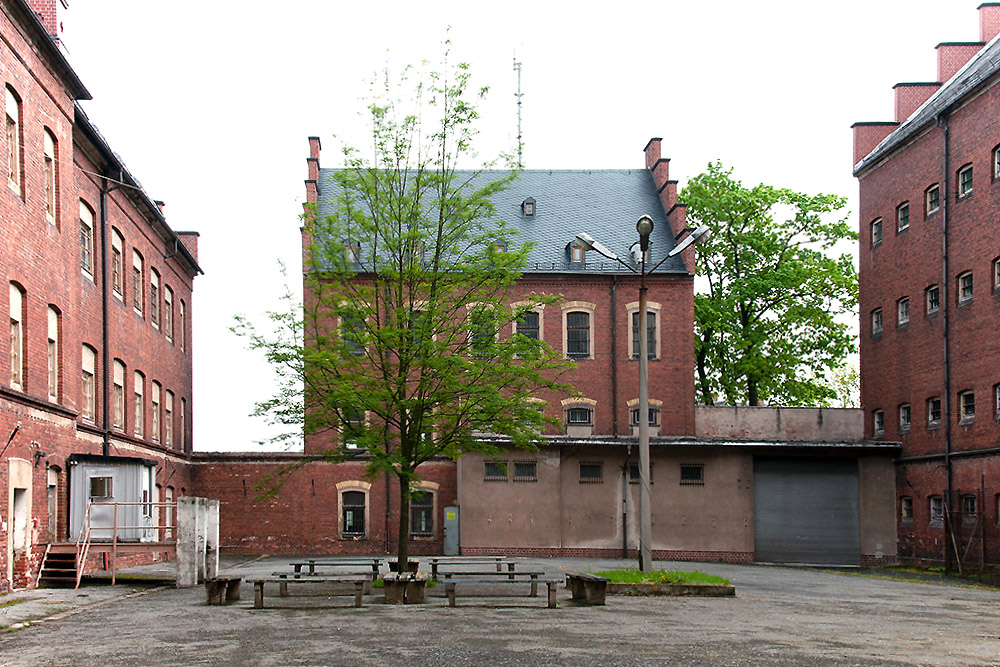
Freiganghof des ehem. Frauengefängnis Hoheneck (2012)

### 1945–1989
Unmittelbar nach dem Ende des Zweiten Weltkrieges wurden im späteren Zentralen Frauengefängnis der DDR anfangs Angehörige des Volkssturms und des Werwolfs inhaftiert, aber auch durch die Sowjetische Militäradministration Aufgegriffene, die wegen kleinerer Delikte oft ohne ordentliches Verfahren nach Hoheneck kamen. Die Versorgung der Gefangenen war damals katastrophal, Seuchen und Hunger dezimierten die Zahl der Insassen (besonders im Winter 1945/46) oder führten zu vorzeitigen Entlassungen wegen Haftunfähigkeit, um zuhause sterben zu können.
1950 wurden durch sowjetische Militärtribunale 1119 Frauen aus den Speziallagern Nr. 4 Bautzen und Nr. 7 Sachsenhausen nach Hoheneck verlegt. Das für maximal 600 Häftlinge ausgelegte Zuchthaus wurde zum ersten Mal überbelegt. Hoheneck wurde zu einem Gefängnis für aus politischen Gründen inhaftierte Frauen. Es befanden sich auch jeweils um die 30 Säuglinge, die in den Lagern geboren wurden, im Gefängnisbereich. Sie wurden wenige Wochen nach der Geburt von den Müttern getrennt und als „Kinder der Landesregierung“ auf Kinderheime der DDR verteilt. In Hoheneck kamen bis 1952 noch mindestens 27 Kinder zur Welt, von denen jedoch nicht alle die Haft überlebten. Auch diese Kinder kamen nach wenigen Wochen in Kinderheime der DDR.
1953 wollten inhaftierte Frauen mit einem Hungerstreik bessere Bedingungen und eine Überprüfung ihrer Verurteilungen erreichen. Dies gelang auch teilweise und von 1954 bis 1956 wurden einige Frauen entlassen. Allerdings verpflichtete man sie unter Androhungen von Strafen zum Schweigen über die Zeit der Inhaftierung. Die Frauen im Gefängnis mussten im Dreischichtsystem arbeiten, so in der Bettwäsche- und Strumpfproduktion für den Westexport. 1987 wurden im Auftrag der VEB Feinstrumpfwerke Esda 71 Zwangsarbeiterinnen, darunter auch politische Häftlinge, für die Produktion von Strumpfhosen eingesetzt und diese für jeweils 69 Pfennig an Aldi verkauft.
In den 1970er Jahren wurden zeitweise bis zu 1600 Frauen in Hoheneck eingesperrt, eintausend mehr als vorgesehen. Manche mussten auf dem Boden schlafen. Üblich waren militärischer Drill, Schläge und Schikanen gegen Inhaftierte. Die Strafen in Hoheneck waren drakonisch, Arrest in der Dunkelzelle gab es für geringste Vergehen. Strafverschärfend war das Zusammenlegen von politischen Häftlingen (mehrfache Ausreiseanträge, versuchter „ungesetzlicher Grenzübertritt“) mit Gewaltverbrecherinnen, auch Mörderinnen. Die Zusammenlegung der „Politischen“ mit Gewalttäterinnen hatte System. Sie sollten gezielt eingeschüchtert werden. Im Zuge der Bestrebungen, eine internationale Anerkennung der DDR zu erlangen, wurden 1983 nach Besichtigungen durch UN-Kommissionen in den DDR-Haftanstalten die Haftbedingungen grundlegend verändert. Noch bis etwa Mitte 1989 wurden jährlich 400 Frauen gefangengehalten, davon etwa 30 Prozent politische Gefangene. Bis dahin wurden alle für den Freikauf vorgesehenen Frauen über Hoheneck geleitet, was eine gefängniseigene Außenstelle des Ministeriums für Staatssicherheit nötig machte.
Im November 1989, nach dem Fall der Mauer, erfolgte eine Amnestie für die letzten politischen Häftlinge der DDR. Nach einem Gefangenenaufstand im Dezember 1989 wurde auch ein Teil der kriminellen Straftäterinnen amnestiert. Die genaue Zahl der inhaftierten Frauen während der DDR-Zeit ist nicht bekannt.

### Ab 1990

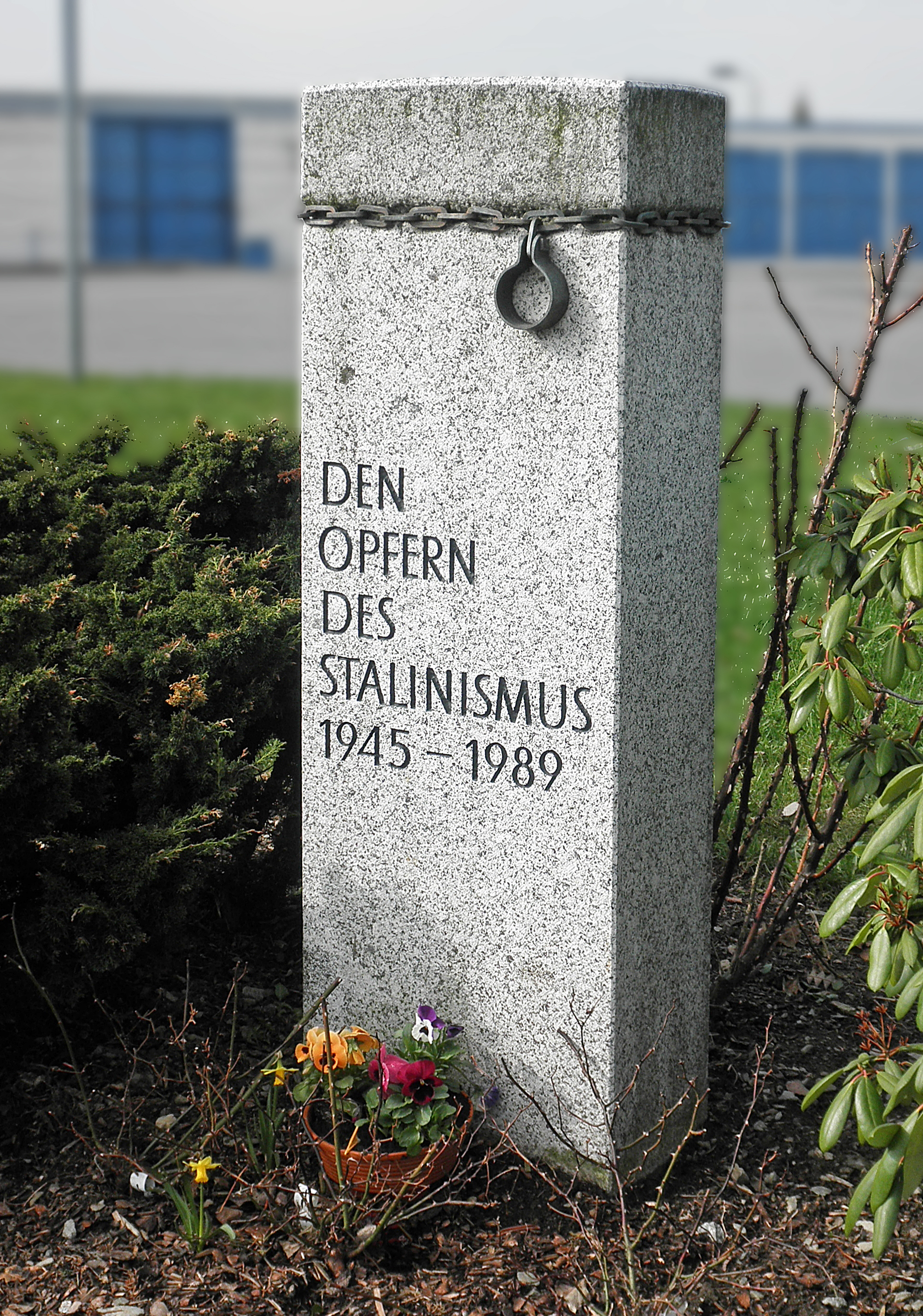
Gedenkstein vor ehem. Frauengefängnis der DDR in Hoheneck (2010)

1990 wurde Hoheneck als einziges Frauengefängnis Sachsens fortgeführt. Mitte der 90er Jahre waren im Westflügel der JVA auch männliche Strafgefangene (Kurzstrafen) untergebracht. Vollzogen wurde Strafhaft für weibliche und männliche sowie Untersuchungshaft und Jugendarrest für weibliche Verurteilte. Ende April 2001 wurde das Gefängnis geschlossen und die letzten Gefangenen in andere Gefängnisse verlegt.
2002 verkaufte der Freistaat Sachsen das ehemalige Frauengefängnis an den saarländischen Geschäftsmann Bernhard Freiberger. Die angedachte Umnutzung des Areals zu einem Freizeit- und Erholungskomplex scheiterte an wirtschaftlichen Schwierigkeiten und dem Widerstand der Opferverbände, die den Charakter des Gedächtnisortes gefährdet sahen. Später war eine Arbeitsgemeinschaft politischer Häftlinge beratend beteiligt.
2014 kaufte die Stadt Stollberg den Komplex zurück und plante dort ab 2019 neben einer Sportstätte und dem Kindertheater Burattino eine Gedenkstätte politischer Haft im Zellentrakt Westflügel. Die Gedenkstätte wurde am 11. Juli 2024 von Bundespräsident Frank-Walter Steinmeier eröffnet.

## Bekannte Inhaftierte
In der DDR-Zeit:
- Elke Austenat, Ärztin und Autorin
- Margret Bechler, Lehrerin und Autorin
- Edeltraud Eckert, Schriftstellerin
- Jutta Fleck, Opfer und Zeitzeugin der SED-Diktatur
- Annegret Gollin, Schriftstellerin
- Margarethe Kempowski, Mutter des Schriftstellers Walter Kempowski
- Annemarie Krause, Teenager[9]
- Charlotte Marquardt, Wahrsagerin
- Annerose Matz-Donath, Journalistin
- Ulrich Schacht, als Kind seiner in Haft niedergekommenen Mutter
- Edda Schönherz, Fernsehansagerin und Autorin
- Tatjana Sterneberg, Opfer und Zeitzeugin der SED-Diktatur
- Gabriele Stötzer, Schriftstellerin und Künstlerin[10]
- Ellen Thiemann, Journalistin und Autorin
- Carmen Rohrbach,Biologin und Reiseschriftstellerin
- Alexander Latotzky, als Kind mit seiner Mutter aus Sachsenhausen verlegt

sowie:
- Paul Lange, Gewerkschafter, Publizist und Politiker, von 1905 bis 1906
- Franz Boldt, Gewerkschafter, kommunistischer Lokalpolitiker und Widerstandskämpfer gegen das NSDAP-Regime, im Jahr 1933 durch das NSDAP-Regime
- Ferdinand Karl Holzinger, Schriftsteller, 1935 bis 1938

und
- Erika Bergmann, KZ-Aufseherin in der Zeit des Nationalsozialismus, von 1955 bis 1991
- Gertrud Rabestein, KZ-Aufseherin in der Zeit des Nationalsozialismus, ab 1948 inhaftiert, bis 1971 in Hoheneck

## Hörfunk
- Thomas Gaevert/Dirk Bierbaß: Ich brenne und ich werde immer brennen. Elisabeth Graul und die DDR-Vergangenheit, Hörfunkfeature, Produktion Südwestrundfunk 1999, Erstsendung 9. November 1999 SWR2
- DDR–Frauengefängnis Hoheneck (Memento vom 14. Juli 2014 im Internet Archive) "Wir wurden wie Abschaum behandelt". Gespräch mit der Autorin und Fotografin Rengha Rodewill. WDR 3 Resonanzen, 30. Juni 2014.